# 소우와이얌
소우와이얌(광둥어: 蘇慧音 Sou1 Wai6 jam1, 중국어 정체자: 蘇慧音, 간체자: 苏慧音, 병음: Sū Huìyīn 쑤후이인[*], 한자음: 소혜음, 영어: Minnie Soo Wai Yam, 1998년 4월 13일~)은 홍콩의 탁구 선수이다. 2020년 하계 올림픽에서 도우호이캄, 레이호우칭과 함께 여자 단체전 동메달을 획득했다.